# Góra Karmel
Góra Karmel (hebr. ‏הַר הַכַּרְמֶל, Har ha-Karmel‎, arab. ‏جبل الكرمل, Dżabal al-Karmal‎; ‘winnica Boga’) – nadmorskie pasmo górskie rozciągające się nad Morzem Śródziemnym w północnej części Izraela. Wznosi się 546 metrów nad Zatoką Hajfy i rozciąga się na długości 39 km w kierunku południowo-wschodnim. UNESCO uznało obszar góry Karmel rezerwatem biosfery. Obszar ten obejmuje Park Narodowy Góry Karmel.

## Położenie
Wyrażenie „Góra Karmel” odnosi się do trzech miejsc geograficznych na północy Izraela:
- pasmo górskie Karmel rozciągające o długości 39 km z północnego zachodu na południowy wschód, od miasta Hajfa w pobliże miasta Dżanin. W części południowo-wschodniej góry przechodzą w pasmo zalesionych wzgórz.
- pasmo górskie Karmel o długości 19 km na południowy wschód od miasta Hajfa.
- szczyt górski Karmel (546 metrów n.p.m.) znajdujący się na cyplu górującym nad Zatoką Hajfy. Jest to najwyższe wzniesienie masywu górskiego Karmel.

Na północnym wschodzie znajduje się Dolina Jezreel, która przechodzi w kierunku północno-zachodnim w Dolinę Zabulona i dociera w rejonie miasta Hajfa do Zatoki Hajfy nad Morzem Śródziemnym. Po stronie południowo-zachodniej jest równina nadmorska.

## Środowisko naturalne

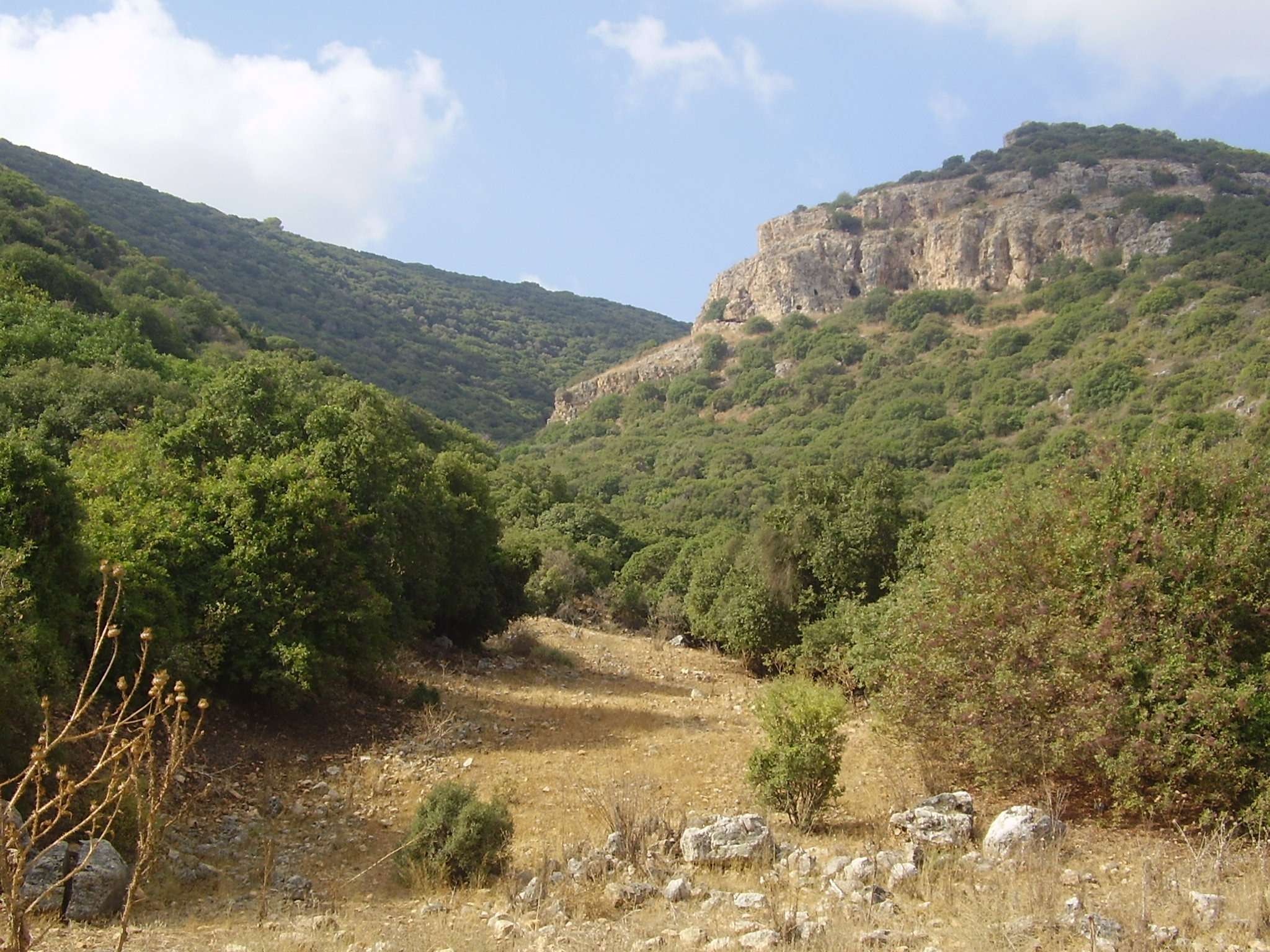
Zalesione zbocza góry Karmel

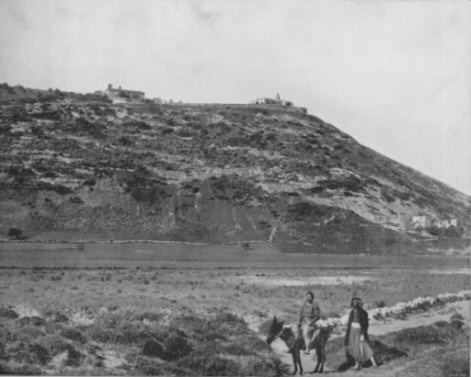
Góra Karmel w 1894 roku

Szerokość masywu górskiego Karmel waha się między 6,5 a 8 km. W części północno-zachodniej znajdują się najwyższe wzniesienia ze szczytem Karmel. Innymi najważniejszymi szczytami są: Har Alon (515 m n.p.m.) i Har El (518 m) Na południe od nich są Har Arkan (480 m) i Har Szokef (497 m). Najbliżej Hajfy jest szczyt Har Tlali (480 m). Po stronie zachodniej są Har Oren (301 m) i Reches Mitla (350 m), a po stronie południowej Keren haKarmel (474 m), Har Mehalel (458 m) i Har Sumak (358 m). Stoki górskie łagodnie opadają w kierunku południowo-zachodnim w stronę równiny nadmorskiej a po stronie północno-wschodniej tworzą stromą grań o wysokości dochodzącej do około 400 m. Masyw przechodzi w kierunku południowo-wschodnim we wzgórza Ramat Menasche.
Góry są podzielone licznymi bocznymi dolinami, których dnem spływają sezonowe strumienie. Różnica wysokości między dnem doliny a szczytami gór niejednokrotnie wynosi kilkaset metrów. W kierunku zachodnim spływają strumienie Szikmona, Alija, Lotem, Amik, Sijach, Ezov, Achuza, Amiram, Ovadia, Tira, Gallim (ze swoimi dopływami Neder, Kelah, Durim i Oranit), Megadim (ze swoimi dopływami Mitla i Sfunim), Oren (ze swoimi dopływami Alon, Hek, Nets, Rakit, Bustan i Duchan), Hod (z dopływem Chanilon), Me’arot (z dopływem Charuvim), Maharala i Szimri. Wszystkie te strumienie spływają na równinę nadmorską i mają swoje ujście do Morza Śródziemnego. Pośrodku tych zalesionych wzgórz znajduje się rolnicza Dolina Maharala. Z położonych bardziej na południowy wschód wzgórz spływają strumienie Dalija (z dopływami Timon, Alkana, Tut, Menasze, Moed i Szelef), Ada (ze swoimi dopływami Sibchi, Hotmit, Barkan i Gozlan) oraz Narbeta. Po stronie północno-wschodniej jest zlewnia rzeki Kiszon – strumienie Jamus, Azam, Rimonim, Miham, Susa, BaMe’arotana, Keini, Midrach (z dopływami Slav i Megiddo), Jizhar, Miszmar HaEmek, Paga, Gahar, HaSzofet (z dopływami HaSznajim i Sanin), Keret, Rakefet, Alroj, Huseifa, Jagur (i dopływ Sevach), Ma’apillim, Neszer (i dopływ Kati’a) oraz Giborim.
Góry są stosunkowo słabo zaludnione. Szczególnie dotyczy to części południowej, gdzie występują jedynie osady wiejskie. W części górzystej są miasteczka Dalijat al-Karmil i Isfija. Na północnym skraju masywu górskiego jest położone miasto portowe Hajfa.

### Geologia
W czasie rozwoju geologicznego masyw góry Karmel był zanurzony w morzu, w wyniku czego nastąpiło nagromadzenie szczątków morskich zwierząt odnajdywanych obecnie jako skamieliny. Pod względem geologicznym masyw górski jest zbudowany ze skał wapiennych i krzemieni. Budowa z miękkich skał osadowych powoduje, że rejon obfituje w liczne jaskinie i groty. W rejonie góry nastąpiło kilka erupcji wulkanicznych, czego dowodem jest obecność skał bazaltowych.

### Przyroda
Bliskość morza daje górom duże ilości opadów atmosferycznych, które umożliwiają wzrost roślinności śródziemnomorskiej. W obszarze góry Karmel rośnie około 670 różnych gatunków roślin. Większość najwyższych partii gór i ich zachodnie stoki porośnięte są dużym kompleksem leśnym nazywanym Lasem Karmel (hebr. ‏יערות הכרמל, Ja’arot HaKarmel‎). Jego powierzchnia wynosi około 30 km², na których rosną dęby, sosny, drzewa oliwne i wawrzyny. Rzeczą wyjątkową dla izraelskich lasów są zachowane naturalne siedliska drzewostanów sosnowych, które różnią się od masowych sztucznych nasadzeń lasów w pozostałych częściach kraju. Góra jest naturalnym siedliskiem wielu gatunków dzikich zwierząt: danieli (daniel mezopotamski), saren, orłów i puchaczy.

## Historia
W latach 20. XX wieku w jaskiniach Tabun, El Wad, Skhul i Kebara zidentyfikowano ślady osadnictwa obejmującego okres od 600 tys. lat temu. Pierwsze wykopaliska prowadziła tam ekipa brytyjskich archeologów pod kierownictwem Dorothy Garrod. Najstarsze artefakty znaleziono w jaskini Tabun. Odkryto tam ślady osadnictwa neandertalczyków i Homo sapiens.
Podczas I wojny światowej Góra Karmel odgrywała strategiczną rolę. We wrześniu 1918 roku doszło do bitwy pod Meggido, w której Brytyjczycy rozbili wojska tureckie. W rezultacie Palestyna przeszła pod brytyjskie panowanie i powstał Brytyjski Mandat Palestyny. W latach 20. i 30. XX wieku Żydowski Fundusz Narodowy rozpoczął zalesianie masywu Karmel. Działania te zostały zintensyfikowane po 1948 roku, w niepodległym Izraelu. W rezultacie powstał jeden z największych drzewostanów w kraju. Ze względu na unikalną biosferę w 1963 roku izraelskie władze wstrzymały inwestycje budowlane na tym obszarze. 1 lipca 1971 roku utworzono Park Narodowy Góry Karmel. Większość jego obszaru jest dostępna dla turystów. W 1996 roku UNESCO uznała obszar parku za rezerwat biosfery.
W dniu 2 grudnia 2010 roku wybuchł wielki pożar w lesie Karmel, który objął obszar 20 km². Był to największy pożar w historii Izraela – zginęły 44 osoby, a około 13 tys. zostało ewakuowanych.
W 2012 roku położone na górze Karmel stanowiska archeologiczne związane z ewolucją człowieka zostały wpisane na listę światowego dziedzictwa UNESCO.

### Nazwa
Nazwa góry w języku hebrajskim Har HaKarmel oznacza ‘winnicę Boga’ lub ‘ogród Boży’. Odnosi się to do jego urodzajności terenów. W języku arabskim góra jest także nazywana ‏Dżabal Mar Eljas جبل مار إلياس‎, co jest tłumaczone jako Góra Proroka Eliasza.

## Miejsce w religii
Góra Karmel odgrywa wyjątkową rolę religijną i jest uznawana za świętą przez żydów, chrześcijan, muzułmanów, bahaitów, czcicieli Baala i starożytnych Greków (Góra Zeusa).
Mówi się, że Pitagoras zatrzymał się tam podczas wyprawy do Egiptu. W Starym Testamencie góra Karmel jest opisywana jako symbol piękna. Prorok Eliasz miał zamieszkiwać w tamtejszych dwóch grotach i tam odbyć konfrontację z czcicielami Baala. Proroctwa biblijne odnoszą się do góry, przedstawiając przyszłe błogosławieństwa Boże. Według tradycji chrześcijańskiej, rodzina Jezusa Chrystusa miała zatrzymać się tam wracając z Egiptu. Od pierwszych wieków chrześcijaństwa, pustelnicy zamieszkiwali liczne tamtejsze groty.

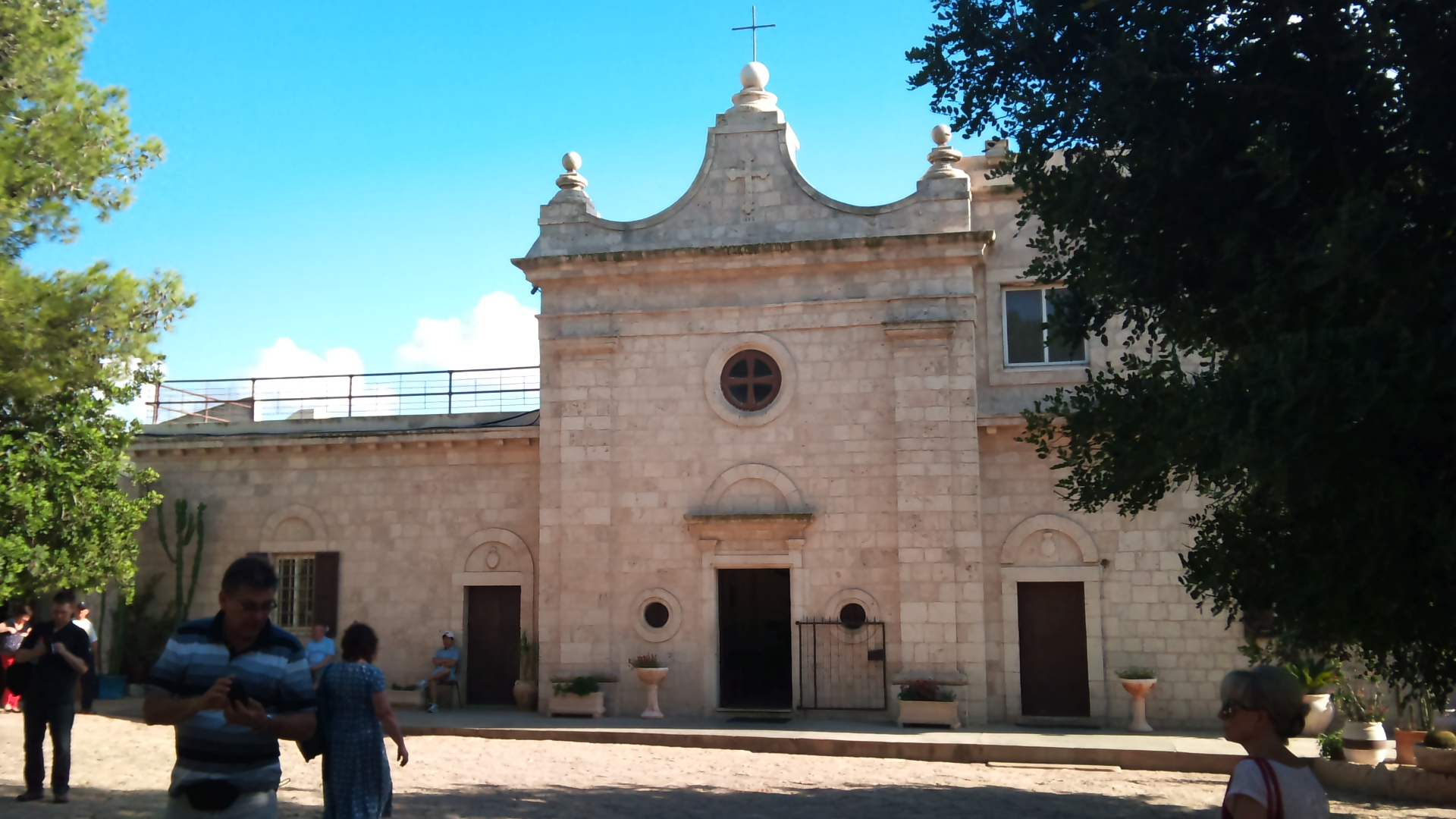
Kościół Matki Bożej na Górze Karmel. Miejsce życia i modlitwy pustelników chrześcijańskich od blisko dwóch tysięcy lat. Tam narodził się zakon karmelitów.

### Znaczenie w katolicyzmie
Według interpretacji katolickiej dostrzeżony przez sługę Eliasza na zboczach Góry Karmel obłoczek (1 Krl 18,42–45) to proroctwo o Maryi: „tak jak obłok przyniesie deszcz po suszy, tak Maryja przyniosła światu Zbawiciela”. Od początku ruchu pustelniczego w chrześcijaństwie Góra Karmel była miejscem modlitwy pustelników, którzy czcili Maryję, matkę Chrystusa.
Założony w XIII wieku maryjny Zakon Matki Bożej z Góry Karmel nawiązywał do tej tradycji, a także do maryjnej interpretacji wydarzenia z życia proroka Eliasza opisanego w 18 rozdz. Księgi Królewskiej. I chociaż między rokiem 1291 a 1634 karmelici nie mogli przebywać w tym rejonie, to w ich duchowości żywy pozostawał obraz interpretowanej mistycznie góry Karmel. Obecnie są tam dwa klasztory karmelitańskie: klasztor karmelitów bosych Stella Maris i klasztor karmelitanek francuskich pod wezwaniem Najświętszej Marii Panny z Góry Karmel (Notre Dame du Mont-Carmel).
Święto Matki Bożej z Góry Karmel jest obchodzone 16 lipca. Ich szkaplerz stał się jednym z najpopularniejszych nabożeństw w Kościele katolickim. Po reformie liturgicznej Soboru trydenckiego w zakonie karmelitów obchodzono je zgodnie z brewiarzem rzymskim (1585) według rytu jerozolimskiego. Karmelici bosi w 1589 uzyskali zgodę Stolicy apostolskiej na odejście od tego rytu i przyjęcie tekstów liturgicznych rytu rzymskiego.

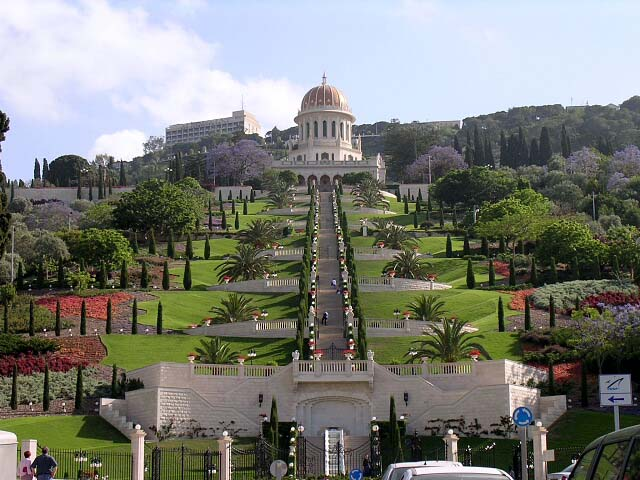
Mauzoleum Bába w Hajfie, obok mauzoleum Bahá’u’lláha, jedno z dwóch najważniejszych miejsc świętych dla bahaitów

### Centrum bahaizmu
W 1950 roku na zboczach góry Karmel wzniesiono sanktuarium Bába – było to miejsce wskazane przez Bahá’u’lláha do budowy grobowca dla przywódcy bahaizmu. Ukończone w 2001 roku bahaickie tarasy, z daleka widoczne na zboczach góry, stały się wizytówką Hajfy. Jest to centrum bahaizmu i miejsce pielgrzymek dla bahaitów.

## Park narodowy
W celu ochrony uznanego przez UNESCO rezerwatu biosfery, utworzono Park Narodowy Góry Karmel. Zajmuje on powierzchnię 21 tys. hektarów, z których jedna trzecia to rezerwaty przyrody. Park narodowy jest w całości poświęcony ochronie śródziemnomorskiej przyrody i krajobrazów. Na terenie parku są ścisłe rezerwaty przyrody, w których pracownicy Zarządu Ochrony Przyrody i Parków Narodowych starają się odtworzyć wymarłe gatunki zwierząt i roślin.

Park Narodowy Góra Karmel
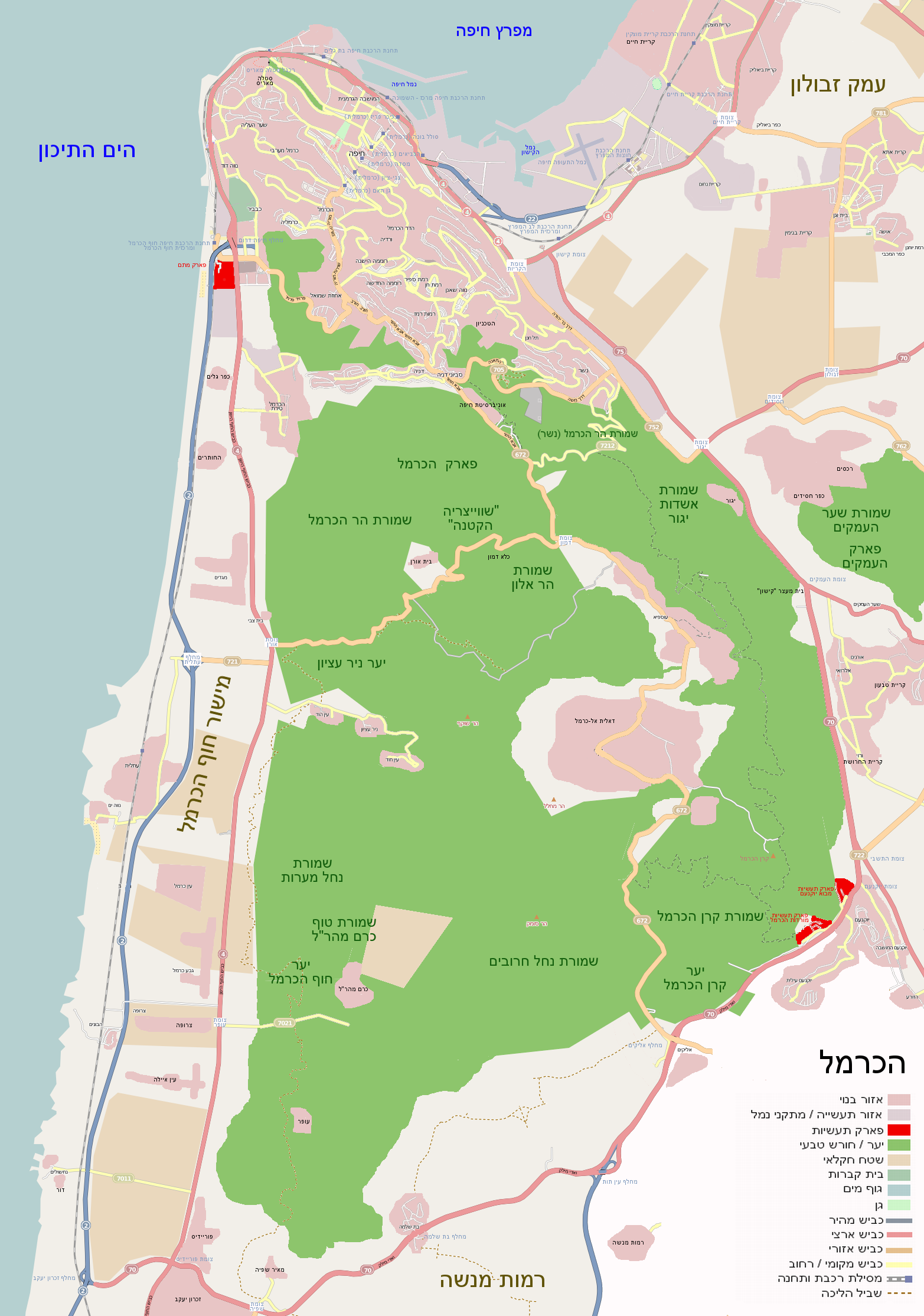
Mapa parku narodowego
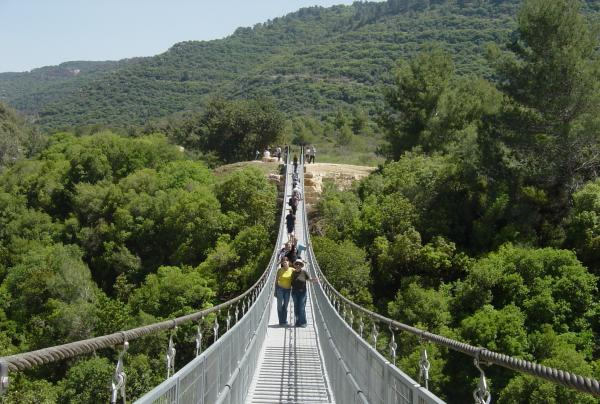
Most wiszący w Parku Orłów
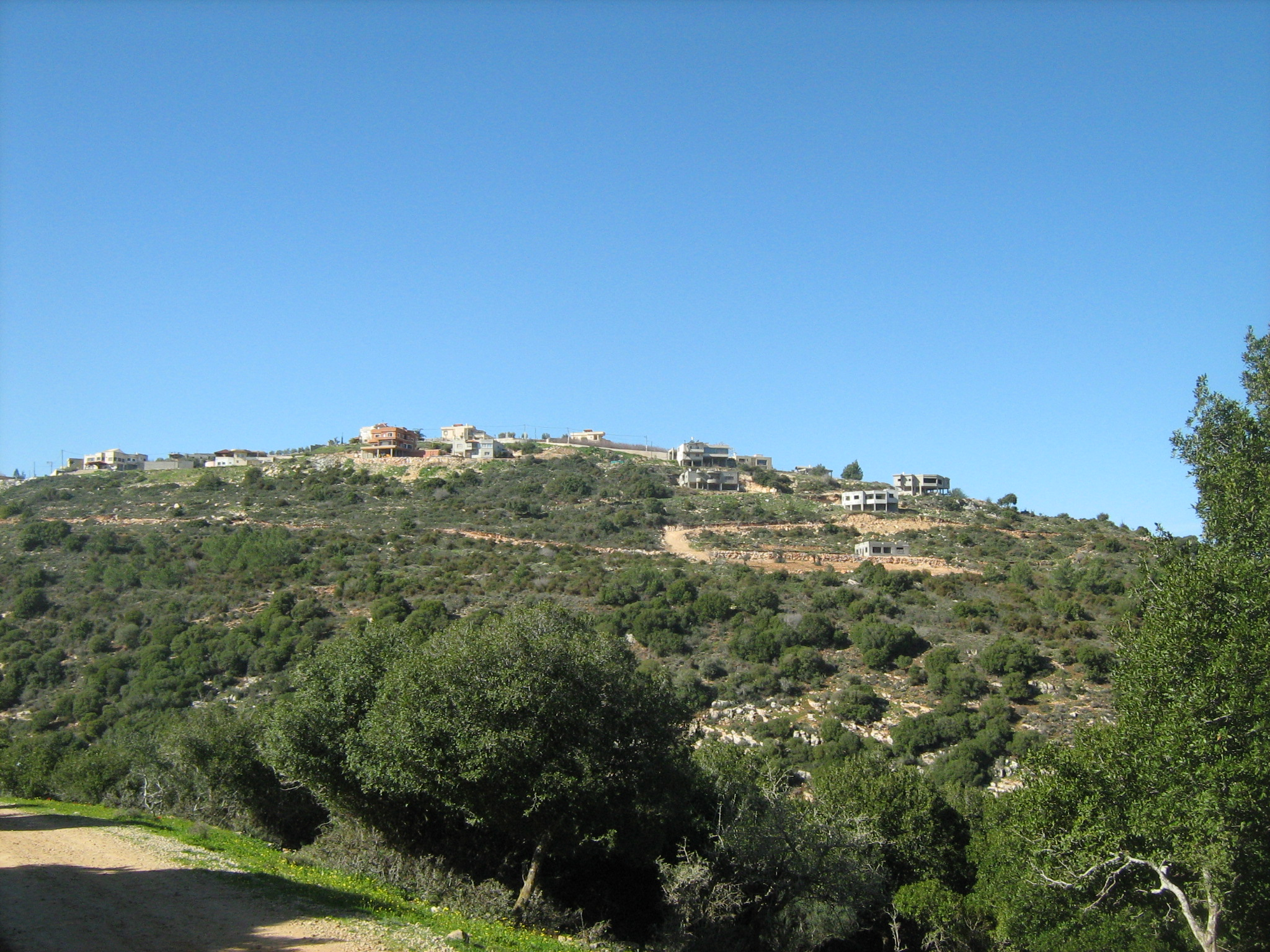
Wioska Isfija
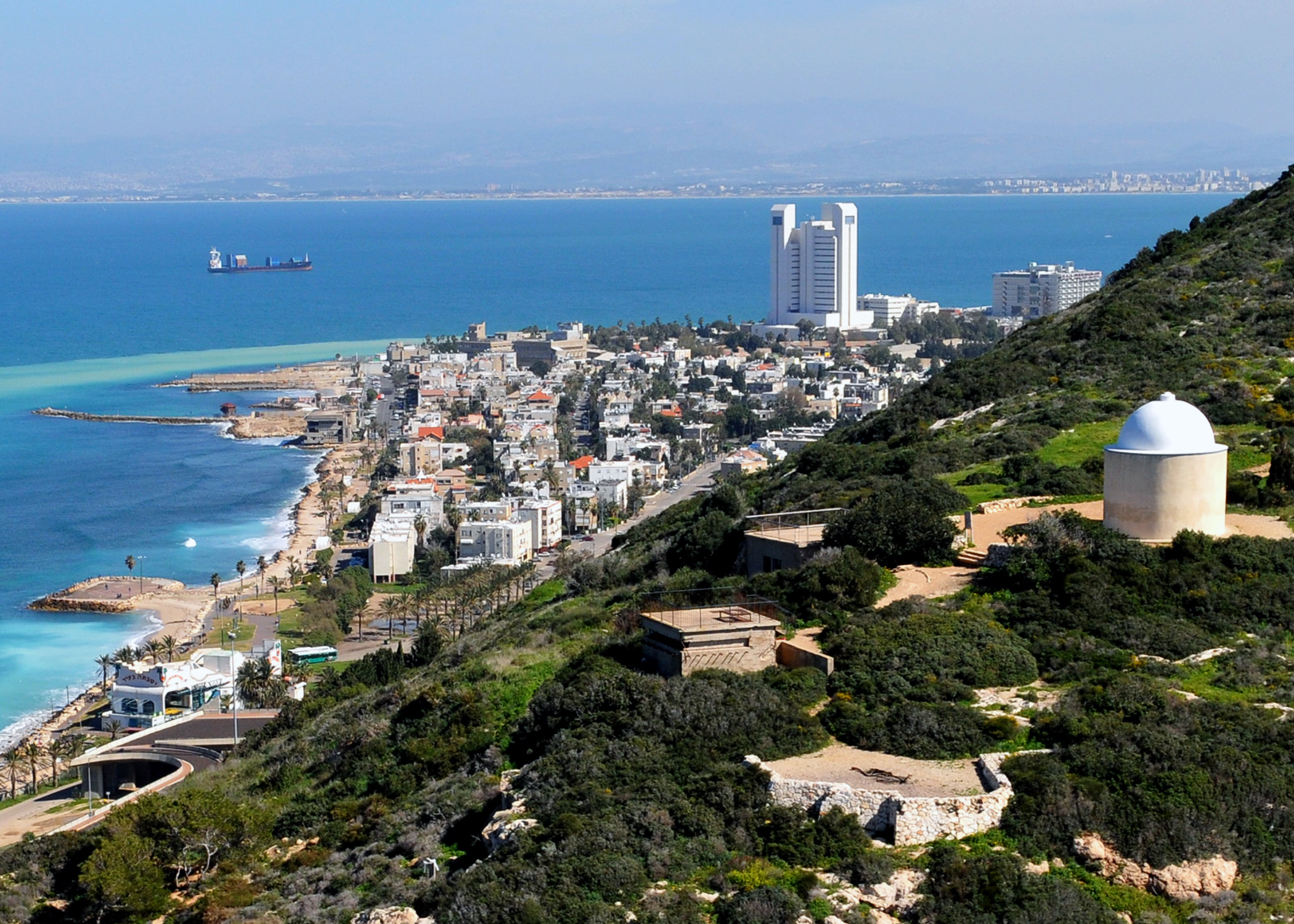
Miasto Hajfa położone u zboczy góry Karmel
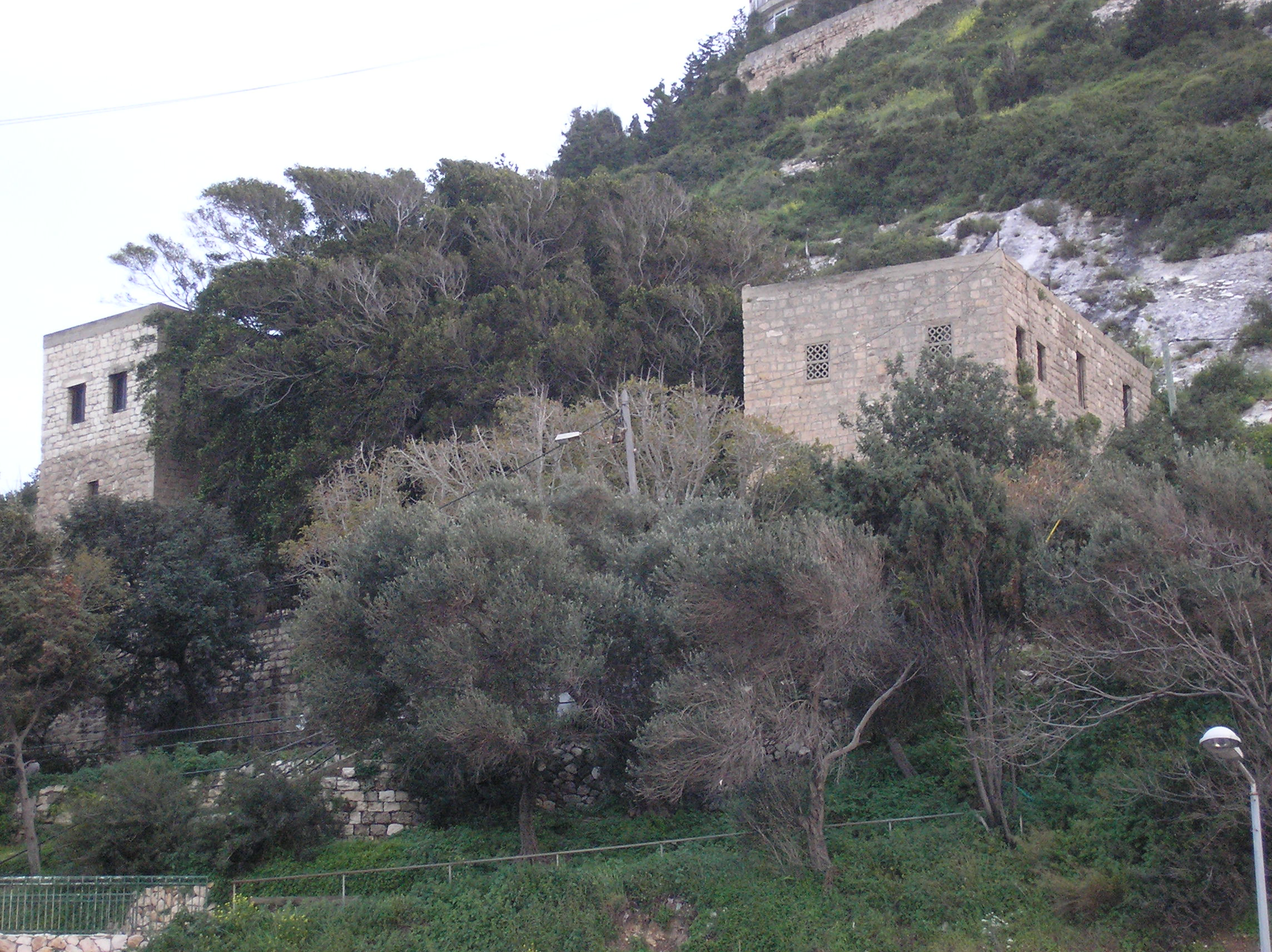
Wejście do Jaskini Eliasza w Hajfie
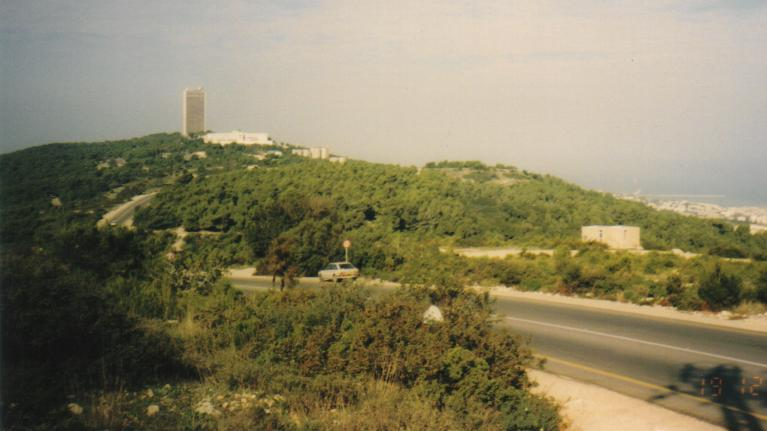
Uniwersytet w Hajfie na górze Karmel
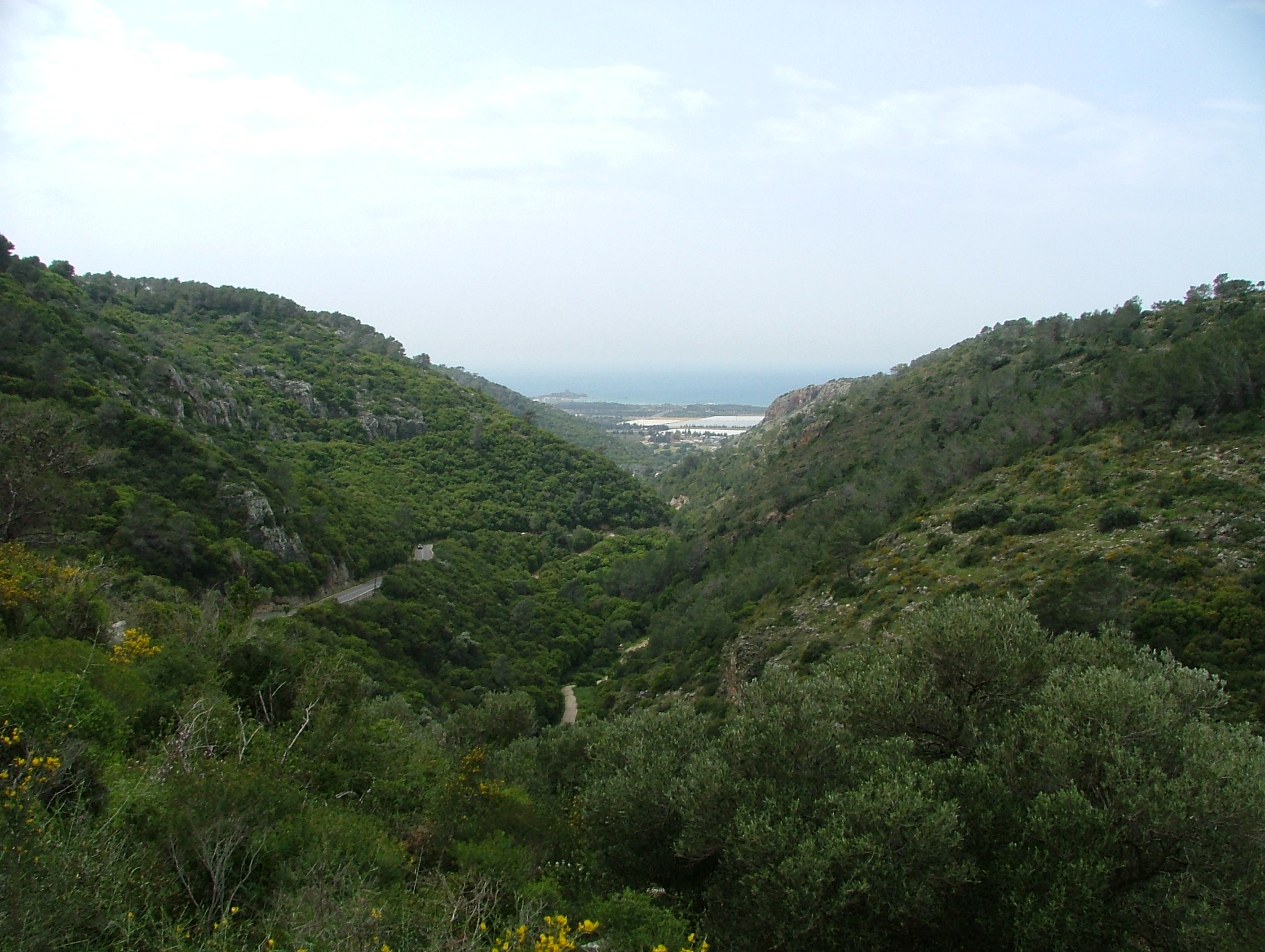
Jedna z wąskich dolin w masywie Karmel
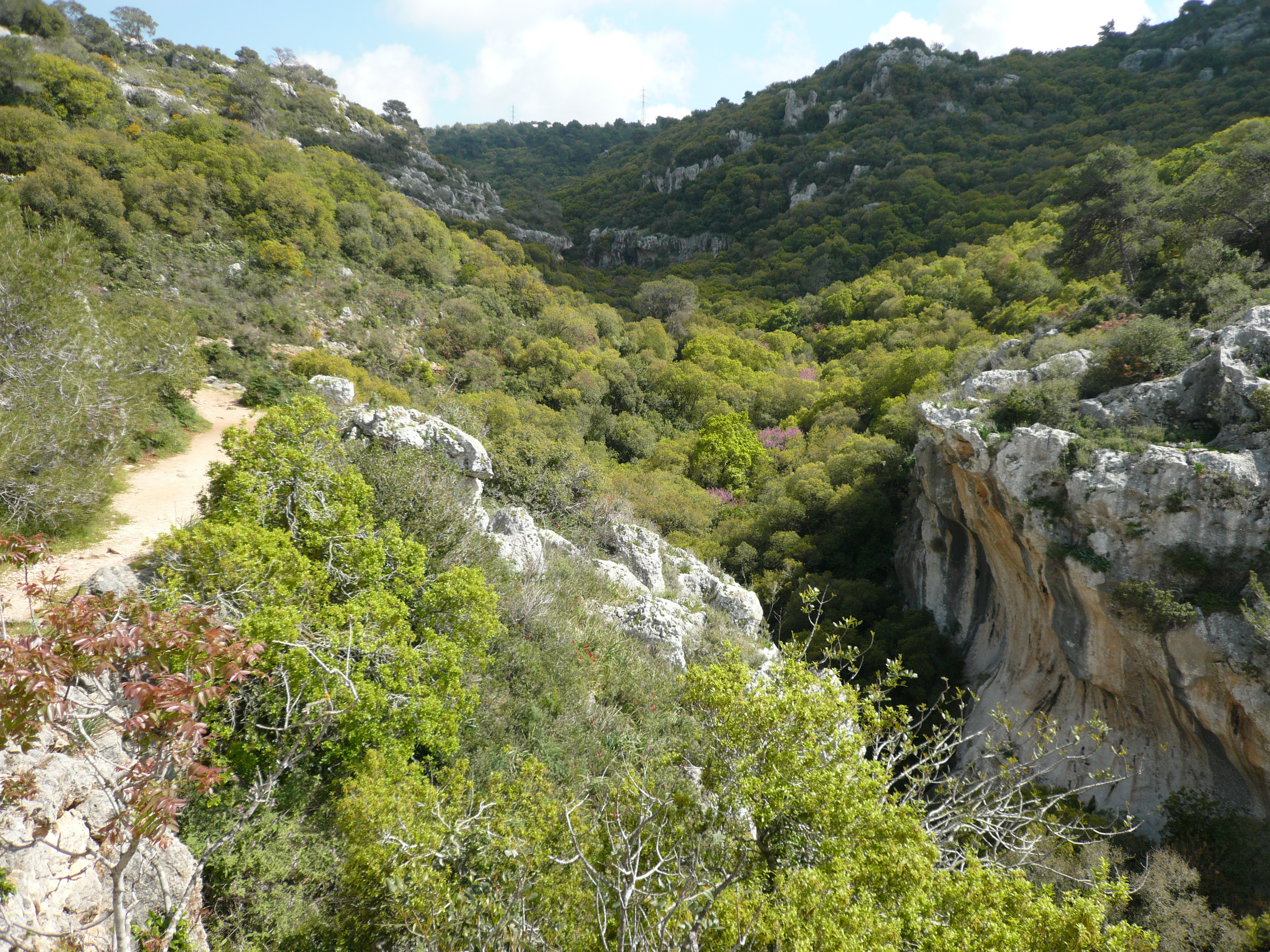
Tzw. Mała Szwajcaria na górze Karmel
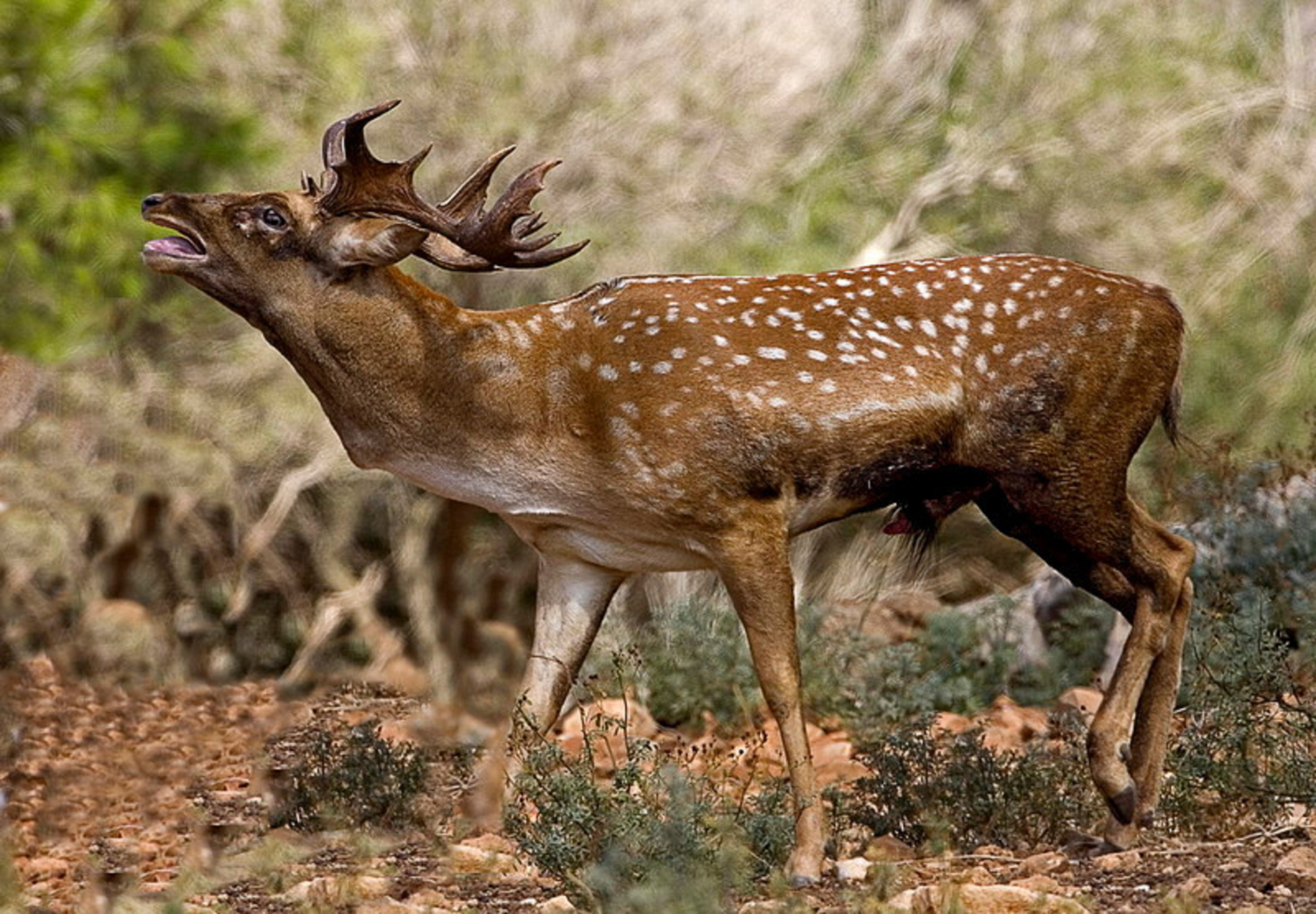
Daniel mezopotamski na górze Karmel

### Turystyka
W parku wytyczono ścieżki turystyczne, a w najbardziej eksponowanych miejscach wybudowano platformy widokowe oraz miejsca piknikowe. Czas zwiedzania waha się od jednej godziny do całego dnia. Niektóre obszary parku są dostępne dla osób niepełnosprawnych

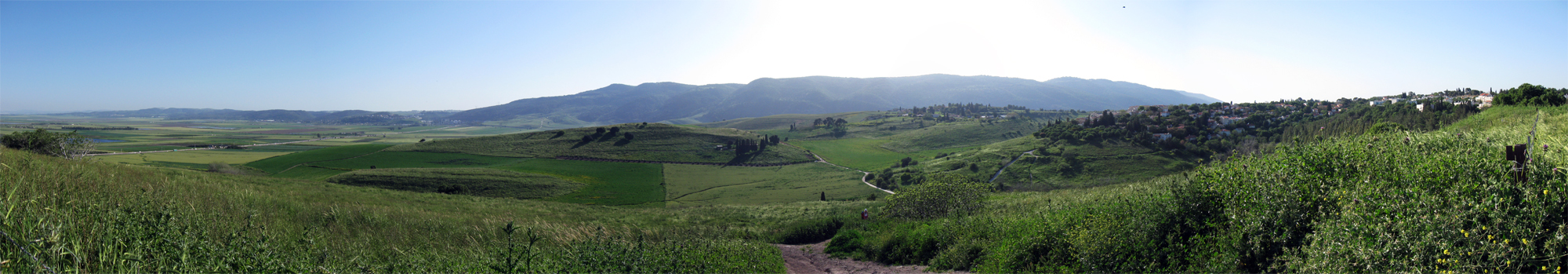
Panorama masywu Karmel